# Критическая оценка предсказания взаимодействий
CAPRI (англ. Critical Assessment of PRediction of Interactions, критическая оценка предсказания взаимодействий)  - это регулярно проводимые мероприятия, в ходе которых исследователям по всему миру предлагается получить структуру белок-белкового комплекса, если даны только структуры реагентов методом докинга. Мероприятия (раунды) проходят примерно каждые 6 месяцев. Во время каждого тура участником даются структуры реагентов комплекса, структура которого была недавно определена экспериментально. Координаты комплекса хранятся в тайне. Оценка CAPRI является двойным слепым методом, т.к. участники не знают структуры комплекса, а организаторы не знают кто из участников предложил конкретную модель комплекса.
В настоящее время CAPRI обретает популярность (37 групп приняли участие во всем мире в седьмом раунде). Несмотря на то, что результаты CAPRI имеют небольшое статистическое значение из-за небольшого количества целей в каждом раунде, роль CAPRI является весьма значительной. Оценка CASP является аналогичным упражнением в области предсказания структуры белка.